# Eve Thomas
Eve Thomas (* 9. Februar 2001 in Southend-on-Sea, England) ist eine neuseeländische Schwimmerin.

## Sportliche Karriere
Eve Thomas wurde in England als Tochter der Schwimmerin Sarah Hardcastle geboren. Thomas zog als Kind mit ihren Eltern nach Neuseeland. Später trainierte sie in Australien.
2019 nahm Eve Thomas an den Weltmeisterschaften in Gwangju teil. In den Vorläufen über 800 Meter Freistil schwamm sie die 21. Zeit. Die 4-mal-200-Meter-Freistilstaffel in der Besetzung Erika Fairweather, Carina Doyle, Chelsey Edwards und Eve Thomas schwamm die zehnte Vorlaufzeit, zum Finaleinzug fehlten allerdings sieben Sekunden.
Wegen der COVID-19-Pandemie fanden die Olympischen Spiele in Tokio erst 2021 statt. Über 1500 Meter Freistil schwamm Thomas die 26. Vorlaufzeit unter 33 Teilnehmerinnen. Die neuseeländische 4-mal-200-Meter-Freistilstaffel mit Erika Fairweather, Carina Doyle, Eve Thomas und Ali Galyer schied als Zwölfte der Vorläufe aus. Über 800 Meter Freistil schließlich wurde Thomas im Vorlauf 18. unter 30 Starterinnen.
Im Juni 2022 fanden die Weltmeisterschaften in Budapest statt. Thomas verfehlte als 13. der Vorläufe den Endlauf über 400 Meter Freistil. Die 4-mal-200-Meter-Freistilstaffel mit Erika Fairweather, Eve Thomas, Caitlin Deans und Laura Littlejohn schwamm die neuntbeste Vorlaufzeit, rückte aber nach dem Endlaufverzicht der Britinnen ins Finale. Dort wurden die Neuseeländerinnen Siebte. Ebenfalls den siebten Platz erreichte Thomas über 800 Meter Freistil. Einen Monat später bei den Commonwealth Games in Birmingham wurde Thomas über 800 Meter Freistil Vierte hinter drei Australierinnen. Über 400 Meter Freistil schlug sie als Sechste an.
2023 trat Thomas bei den Weltmeisterschaften in Fukuoka in drei Einzelwettbewerben und mit der Staffel an, schied aber jeweils im Vorlauf aus. 2024 bei den Weltmeisterschaften in Doha erreichte Thomas viermal den Endlauf. Zunächst wurde sie Siebte über 400 Meter Freistil. Es folgte der vierte Platz über 1500 Meter Freistil mit zwölf Sekunden Rückstand auf die drittplatzierte Deutsche Isabel Gose. Die 4-mal-200-Meter-Freistilstaffel mit Erika Fairweather, Laticia-Leigh Transom, Eve Thomas und Caitlin Deans erreichte das Ziel mit der fünftbesten Zeit. Schließlich wurde Thomas Vierte über 800 Meter Freistil mit zweieinhalb Sekunden Rückstand auf Erika Fairweather auf dem Bronzerang. Bei den Olympischen Spielen in Paris wurde Thomas 17. in den Vorläufen über 400 Meter Freistil, ihr fehlten 1,4 Sekunden für den Halbfinaleinzug. Über 1500 Meter Freistil war sie in den Vorläufen Zwölfte und über 800 Meter Freistil ebenfalls. Die 4-mal-200-Meter-Freistilstaffel mit Erika Fairweather, Eve Thomas, Caitlin Deans und Laticia-Leigh Transom erreichte das Finale und belegte den achten Platz.